# 近藤祐介

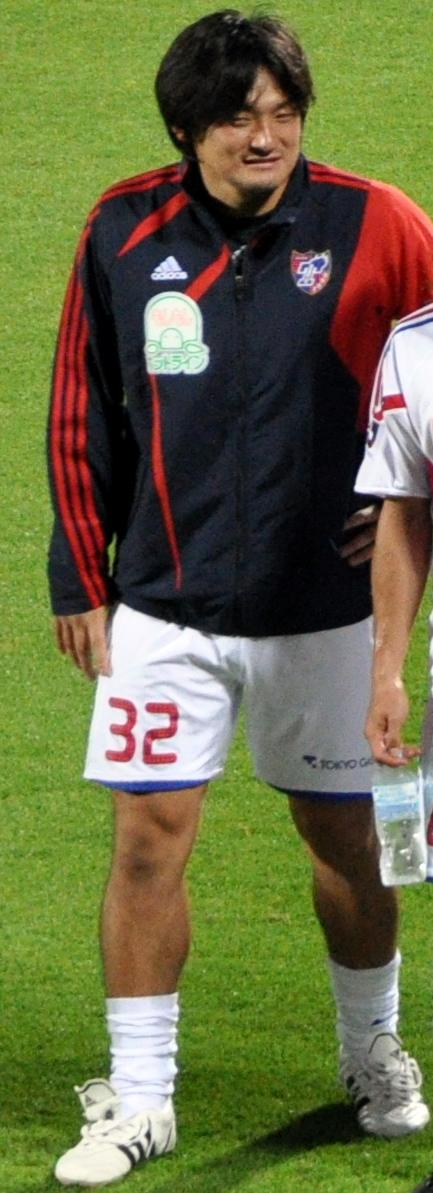
近藤祐介

近藤 祐介（こんどう ゆうすけ、1984年12月5日 - ）は、東京都江戸川区出身の元プロサッカー選手。ポジションはフォワード（FW）及びミッドフィールダー（MF）。

## 来歴
小学校1年生の時にサッカーを始める。出身の東京都江戸川区に隣接する千葉県市川市内のクラブに所属し、2000年に千葉県のサッカー強豪高である習志野高校へと進学。本田裕一郎監督の下、同校で1年次からレギュラーとしてプレーしていたが、本田の転任に併せて2年次から流経大柏高校へと転校。この年にFWへとコンバートされ、力強いシュートを武器に活躍。3年次には千葉県選抜の背番号10を背負い、国体優勝を果たした。
2003年に高校を卒業。地元のJリーグクラブである柏レイソルなどから勧誘を受けていたが、先んじてオファーをしていたJ1・FC東京へと加入。同年開催のFIFAワールドユース選手権に臨むU-20日本代表の有力候補の一人であったが、大会直前の負傷により選外となった。Jサテライトリーグの活躍から強烈なシュートと突破力を認められていたものの、好不調の波があり、1トップの布陣を採用していたこともあって出場機会は限られ、2005年にはレギュラーのFWルーカスに代わって5試合に先発出場したが、1得点のみと結果を残せなかった。
2006年、J2・ヴィッセル神戸へ期限付き移籍。持ち前の強引な攻撃の仕掛けに加えて前線からの守備でも貢献し、主力の一角として活躍。同年末、神戸のJ1昇格が掛かる大一番となったJ1・J2入れ替え戦の第2戦では、チームをJ1昇格へ導く値千金のアウェーゴールを挙げた。移籍期間を延長し、2007年も神戸でプレー。同年4月にはイビチャ・オシム監督率いる日本代表候補に選出され練習合宿に参加した。
2008年よりFC東京へ復帰。しかし、同年3月に右足指骨折、7月には左膝半月板損傷のため手術するなど負傷が重なり別メニュー調整が続いた。シーズン終盤に復帰。2009年開幕戦で豪快なシュートを決め復調をアピールしたが、平山相太らとのポジション争いに敗れ、同シーズンをもって契約満了となり退団。
2010年よりJ2・コンサドーレ札幌に移籍。2011年よりMF（左サイドハーフ）にポジションを変え、攻撃の力強さを発揮。リーグ戦全38試合に出場しクラブのJ1昇格に大きく貢献した。膝と腰の痛みを抱えながらも奮戦を続けていたが、人件費削減の煽りを受け2012年限りで退団。
2013年、J2・栃木SCに完全移籍。シーズン序盤は2トップの一角として献身的な走りで相手守備陣のスタミナを削ぐ役割を担っていたが、FWサビアの先発定着に伴う布陣再編によって左SHへ配され、激しい上下動で攻守に大きく貢献した。2014年は不動の左SHとして「変な癖が無いので」素直に撃てるという左足のシュートで相手ゴールを脅かし、チーム最多にして最長出場。アシスト、シュート、スルーパス、タックル数でチーム最多を記録した。同年限りで栃木との契約を満了。
2015年、J2・ギラヴァンツ北九州へ完全移籍。同年7月にJ3・AC長野パルセイロへ完全移籍。
2016年J3第6節長野対YS横浜では、後半22分から途中出場し同23分に退場。ただし実際は投入直後のファーストプレーでレッドカードを提示されており、数秒の出場であった。同年7月、SC相模原へ期限付き移籍。同年末に移籍期間を満了し、現役を引退。
2017年、南葛SC加入。2017年シーズン終了後に退団が発表された

## エピソード
- 好きなサッカー選手にクリスティアン・ヴィエリ[1][6]やガブリエル・バティストゥータ[7][9][5][6]を挙げる。2005年のFC東京以来、着用が多かった背番号「32」はヴィエリに倣ってのもの[12][2]。
- 大のネコ好きであり[6][1]、クラブが発行するファンブック等には度々愛猫とともに登場[51]。
- プロボクサーの粟生隆寛とは習志野高校在学時のクラスメート。高校卒業後も親交は厚い[24][52]。
- ホームゲームでは選手入場時に娘を抱いていることが多い[53]。自身のブログのURLは娘の名前から。

## 所属クラブ
ユース経歴
- 1991年 - 1993年 キンダFC[4] (江戸川区立江戸川小学校[9])
- 1995年 - 1996年 江戸川ボウズFC[4] (同上)
- 1997年 - 1999年 市川K・I FC カネヅカ[4] (江戸川区立瑞江第三中学校、市川市立東国分中学校[9])
- 2000年 習志野市立習志野高等学校
- 2001年 - 2002年 流通経済大学付属柏高等学校

プロ経歴
- 2003年 - 2009年  FC東京
  - 2006年 - 2007年  ヴィッセル神戸 (期限付き移籍)
- 2010年 - 2012年  コンサドーレ札幌
- 2013年 - 2014年  栃木SC
- 2015年 - 同年7月  ギラヴァンツ北九州
- 2015年7月 - 2016年  AC長野パルセイロ
  - 2016年7月 - 同年12月  SC相模原 (期限付き移籍)
- 2017年  南葛SC

## 個人成績
| 国内大会個人成績 | 国内大会個人成績 | 国内大会個人成績 | 国内大会個人成績 | 国内大会個人成績                     | 国内大会個人成績 | 国内大会個人成績 | 国内大会個人成績 | 国内大会個人成績 | 国内大会個人成績 | 国内大会個人成績 | 国内大会個人成績 |
| 年度             | クラブ           | 背番号           | リーグ           | リーグ戦                             | リーグ戦         | リーグ杯         | リーグ杯         | オープン杯       | オープン杯       | 期間通算         | 期間通算         |
| 年度             | クラブ           | 背番号           | リーグ           | 出場                                 | 得点             | 出場             | 得点             | 出場             | 得点             | 出場             | 得点             |
| 日本             | 日本             | 日本             | 日本             | リーグ戦                             | リーグ戦         | リーグ杯         | リーグ杯         | 天皇杯           | 天皇杯           | 期間通算         | 期間通算         |
| ---------------- | ---------------- | ---------------- | ---------------- | ------------------------------------ | ---------------- | ---------------- | ---------------- | ---------------- | ---------------- | ---------------- | ---------------- |
| 2003             | FC東京           | 25               | J1               | 6                                    | 1                | 0                | 0                | 2                | 1                | 8                | 2                |
| 2004             | FC東京           | 25               | J1               | 9                                    | 0                | 2                | 0                | 1                | 0                | 12               | 0                |
| 2005             | FC東京           | 32               | J1               | 11                                   | 1                | 4                | 1                | 1                | 0                | 16               | 2                |
| 2006             | 神戸             | 19               | J2               | 42                                   | 10               | -                | -                | 0                | 0                | 42               | 10               |
| 2007             | 神戸             | 19               | J1               | 31                                   | 6                | 6                | 1                | 2                | 0                | 39               | 7                |
| 2008             | FC東京           | 32               | J1               | 6                                    | 0                | 2                | 1                | 2                | 0                | 10               | 1                |
| 2009             | FC東京           | 32               | J1               | 12                                   | 1                | 4                | 1                | 2                | 0                | 18               | 2                |
| 2010             | 札幌             | 11               | J2               | 26                                   | 3                | -                | -                | 1                | 1                | 27               | 4                |
| 2011             | 札幌             | 32               | J2               | 38                                   | 7                | -                | -                | 1                | 0                | 39               | 7                |
| 2012             | 札幌             | 32               | J1               | 21                                   | 1                | 6                | 0                | 0                | 0                | 27               | 1                |
| 2013             | 栃木             | 32               | J2               | 41                                   | 7                | -                | -                | 2                | 1                | 43               | 8                |
| 2014             | 栃木             | 32               | J2               | 40                                   | 4                | -                | -                | 0                | 0                | 40               | 4                |
| 2015             | 北九州           | 20               | J2               | 5                                    | 0                | -                | -                | -                | -                | 5                | 0                |
| 2015             | 長野             | 32               | J3               | 8                                    | 0                | -                | -                | 2                | 0                | 10               | 0                |
| 2016             | 長野             | 32               | J3               | 6                                    | 0                | -                | -                | -                | -                | 6                | 0                |
| 2016             | 相模原           | 32               | J3               | 10                                   | 0                | -                | -                | -                | -                | 10               | 0                |
| 2017             | 南葛             | 37               | 東京都2部        |                                      |                  | -                | -                |                  |                  |                  |                  |
| 通算             | 日本             | 日本             | J1               | 96                                   | 10               | 24               | 4                | 10               | 1                | 130              | 15               |
| 通算             | 日本             | 日本             | J2               | 192                                  | 31               | -                | -                | 4                | 2                | 196              | 33               |
| 通算             | 日本             | 日本             | J3               | 24                                   | 0                | -                | -                | 2                | 0                | 26               | 0                |
| 通算             | 日本             | 日本             | 東京都2部        | \|\|\|\|colspan=2\|-\|\|\|\|\|\|\|\| |                  |                  |                  |                  |                  |                  |                  |
| 総通算           | 総通算           | 総通算           | 総通算           | 312                                  | 41               | 24               | 4                | 16               | 3                | 352              | 48               |

その他の公式戦
- 2006年
  - J1・J2入れ替え戦 2試合1得点

出場歴
- 2003年08月30日：Jリーグ初出場 - J1 2nd第3節 vs横浜F・マリノス (味スタ)
- 2003年09月20日：Jリーグ初得点 - J1 2nd第6節 vsベガルタ仙台 (仙台)
- 2008年03月08日：Jリーグ100試合出場 - J1第1節 vs ヴィッセル神戸 (味スタ)
- 2011年10月26日：J2 100試合出場 - J2第7節 vs 徳島ヴォルティス (鳴門大塚)
- 2012年10月27日：Jリーグ200試合出場 - J1第30節 vs FC東京 (味スタ)
- 2016年04月24日：Jリーグ300試合出場 - J3第06節 vs横浜スポーツ&カルチャークラブ (ニッパツ)

## 代表・選抜歴
- 2001年 ナショナルトレセンU-17
- 2002年
  - U-18日本代表
  - U-19日本代表
  - 千葉県選抜 - 国体・高知大会 (優勝)
- 2003年 U-20日本代表
- 2007年 日本代表候補[19][4]

## 指導歴
- 2017年 - 南葛SCスクールコーチ[49]